# Volkswagen Arteon
O Volkswagen Arteon é um liftback de quatro portas baseado na plataforma MQB do Grupo Volkswagen. O Arteon foi revelado em 6 de março de 2017, no Geneva Motor Show e no Chicago Auto Show para o mercado norte-americano. O Arteon é um sucessor direto do CC. A Volkswagen afirma que, em comparação com o modelo anterior, o Arteon será mais sofisticado.

## Motorização
- 2.0 TDI, 150 cv
- 2.0 TDI, 190 cv
- 2.0 TDI, 240 cv
- 1.5 ETI, gasolina, 150 cv
- 2.0 ETI, gasolina, 190 cv
- 2.0 TSI, gasolina, 280 cv

## Versões
- SE
- SEL
- SEL Premium